# Língua de sinais filipina
A Língua de Sinais Filipina (em Portugal: Língua Gestual Filipina) é a língua de sinais (pt: língua gestual) usada pela comunidade surda nas Filipinas. Esta língua de sinais teve forte influência da ASL e do inglês sinalizado.